# Koreanische Forsythie
Die Koreanische Forsythie oder Korea-Forsythie (Forsythia ovata) ist ein hellgelb blühender, kleiner Strauch aus der Familie der Ölbaumgewächse (Oleaceae). Das natürliche Verbreitungsgebiet der Art liegt auf der Koreanischen Halbinsel. Sie wird manchmal als Zierstrauch verwendet. 

## Beschreibung
Die Grüne Forsythie wächst als runder, kompakter Strauch und erreicht Wuchshöhen von 1 bis 2 Metern. Die Zweige sind stielrund, anfangs graugelb und später braun. Das Mark der Äste ist gekammert. Die Laubblätter sind in Blattstiel und Blattspreite gegliedert. Der Blattstiel ist 8 bis 12 Millimeter lang. Die einfache und dünne Blattspreite ist 5 bis 7 Zentimeter lang, eiförmig bis breit eiförmig, plötzlich zugespitzt mit leicht herzförmiger bis gestutzter Basis und fein gesägtem bis fast ganzrandigem Blattrand.
Die hellgelben Blüten stehen einzeln. Die Kelchzipfel sind breit eiförmig. Die Kronzipfel sind breit länglich und länger als die Kelchzipfel. Der Griffel ist kurz. 
Die Koreanische Forsythie blüht von März bis April.
Die Chromosomenzahl beträgt 2n = 28.

## Vorkommen
Das natürliche Verbreitungsgebiet liegt in der gemäßigten Zone auf der Koreanischen Halbinsel. Sie wächst in Steppen und Trockenwäldern auf mäßig trockenen bis frischen, schwach sauren bis alkalischen, sandig-lehmigen bis lehmigen, nährstoffreichen Böden an sonnigen bis lichtschattigen Standorten. Die Art ist wärmeliebend aber frosthart.

## Systematik
Die Koreanische Forsythie (Forsythia ovata) ist eine Art aus der Gattung der Forsythien (Forsythia) in der Familie der Ölbaumgewächse (Oleaceae). Dort wird sie dem Tribus Forsythieae zugeordnet. Nakai Takenoshin hat die Art 1917 erstbeschrieben. Der Gattungsname Forsythia erinnert an den englischen Botaniker William A. Forsyth, das Artepitheton ovata stammt aus dem lateinischen, bedeutet eiförmig und verweist damit auf die eiförmigen Laubblätter.

## Verwendung
Die  Koreanische Forsythie wird aufgrund der dekorativen Blüten manchmal als Zierstrauch verwendet. Ein gerader, mit Harz eingeriebener Zweig von 65 Zentimetern Länge dient als Streichbogen für die koreanische Wölbbrettzither Ajaeng.
Es werden mehrere Kultivare und Hybride unterschieden, darunter:
- 'Dresdner Vorfrühling' mit breit aufrechtem Wuchs und dicht verzweigten Ästen. Die Blüten sind hellgelb und 3 bis 4 Zentimeter breit, die Zweige sind schwach vierkantig und hohl.
- 'Maluch', eine Hybride aus Garten-Forsythie und Koreanischer Forsythie (Forsythia ovata × Forsythia  intermedia), mit kompaktem Wuchs, einer Wuchshöhe von 1,5 Metern und zahlreichen, in Vierergruppen stehenden, gelben Blüten.
- 'Northern Gold', eine Hybride aus Koreanischer Forsythie und Europäischer Forsythie (Forsythia ovata × Forsythia  europaea), mit aufrechtem Wuchs und einer Wuchshöhe von 2,5 Metern und einzeln oder in Gruppen stehenden, goldgelben Blüten. Die Hybride gilt als besonders winterhart.
- 'Tetragold' mit buschigen, aufrechten und gedrungenem Wuchs. Die Blüten sind tiefgelb und werden 3 Zentimeter breit.[4]

## Nachweise